# 5061 McIntosh
5061 McIntosh este un asteroid din centura principală de asteroizi.

## Descriere
5061 McIntosh este un asteroid din centura principală de asteroizi. A fost descoperit pe 22 februarie 1988 la Siding Spring de Robert H. McNaught. Asteroidul prezintă o orbită caracterizată de o semiaxă mare de 3,06 ua, o excentricitate de 0,07 și o înclinație de 8,7° în raport cu ecliptica.